# Mercury Monarch
La Monarch è un'autovettura compact  prodotta dalla Mercury dal 1975 al 1980.
La Monarch è stata lanciata sui mercati insieme alla Ford Granada prodotta negli Stati Uniti. I due modelli erano praticamente identici, dato che furono commercializzati tramite la tecnica del badge engineering. Le uniche differenze risiedevano nella calandra, nei fanali posteriori, negli interni e negli abbellimenti esterni. Durante gli anni in cui la Monarch venne prodotta, ne furono assemblati 575.567 esemplari. Nel 1981 la Granada fu sostituita dalla quarta serie della Ford LTD, mentre la Monarch fu rimpiazzata dalla quinta generazione della Cougar.

## L'uso originale del nome "Monarch"

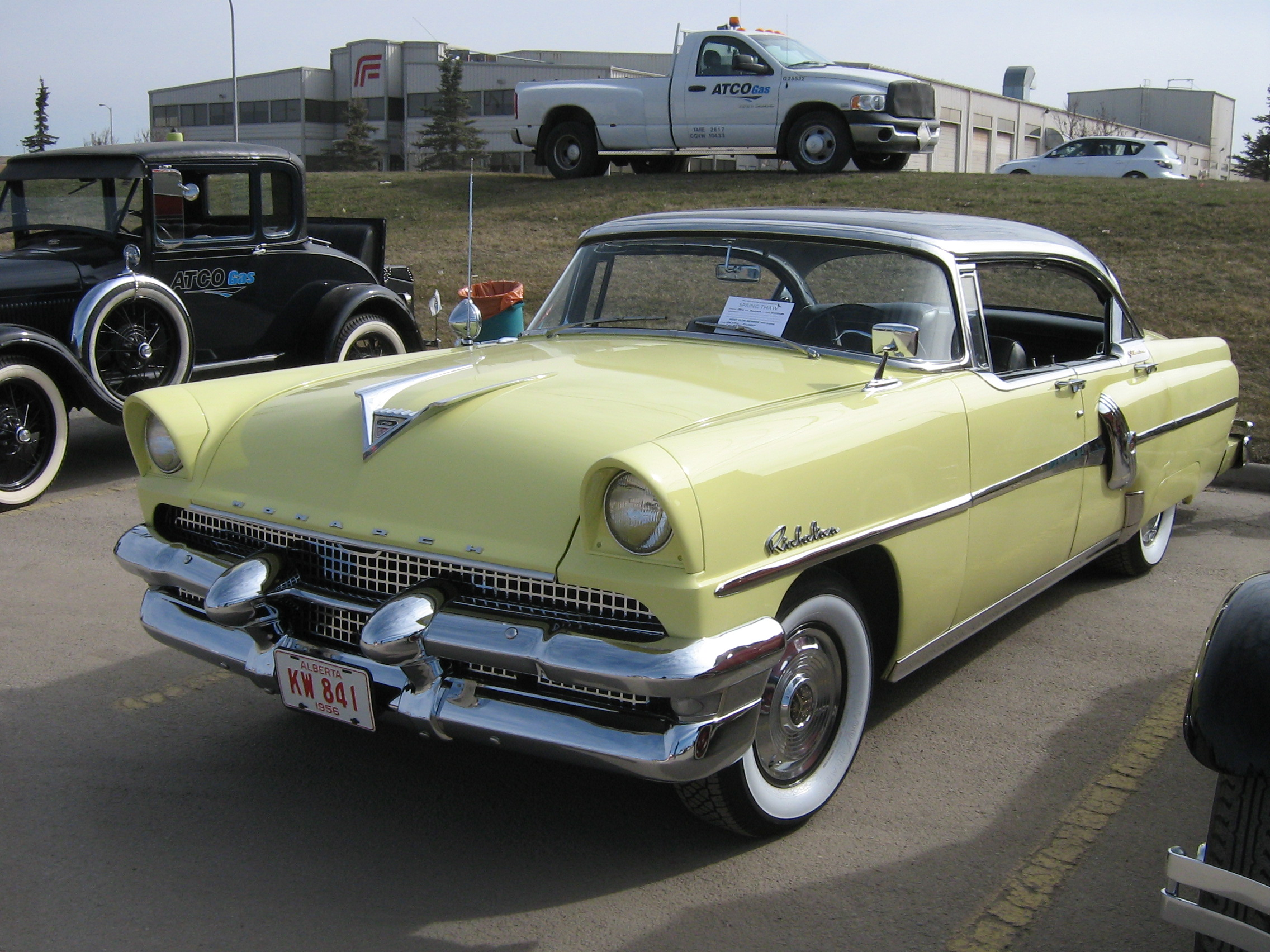
Una Monarch Richelieu del 1956

In origine il nome "Monarch" venne associato ad un marchio automobilistico usato dalla Ford in Canada dal 1946 al 1957 e dal 1959 al 1961. È stato introdotto per fornire ai concessionari Ford un prodotto da vendere nella fascia di mercato media. Infatti, era tipico che i piccoli centri abitati in Canada avessero un solo concessionario del gruppo. La clientela, da questo concessionario, si aspettava infatti che avesse un'offerta completa di modelli che toccasse un'ampia fascia di mercato.
I modelli di queste Monarch canadesi avevano in dotazione molti componenti delle Mercury statunitensi. Erano invece unici la calandra, le luci posteriori ed altre parti minori. Tra i modelli i Monarch, i principali furono la Richelieu, la Lucerne e la Sceptre.
Queste Monarch furono tolte dal mercato nel 1958 quando fu introdotto il marchio Edsel. Il fallimento di quest'ultima portò però la Ford a reintrodurre il marchio Monarch nel 1959. Con la crisi del mercato delle auto medie che occorse all'inizio degli anni sessanta, ed a causa dell'introduzione della Ford Galaxie, che infatti si collocava nella stessa fascia di prezzo, le Monarch furono tolte dal mercato dopo il 1961. Il nome Monarch riapparve poi nel 1975 applicato ad un modello Mercury completamente differente.

## Caratteristiche del modello introdotto nel 1975

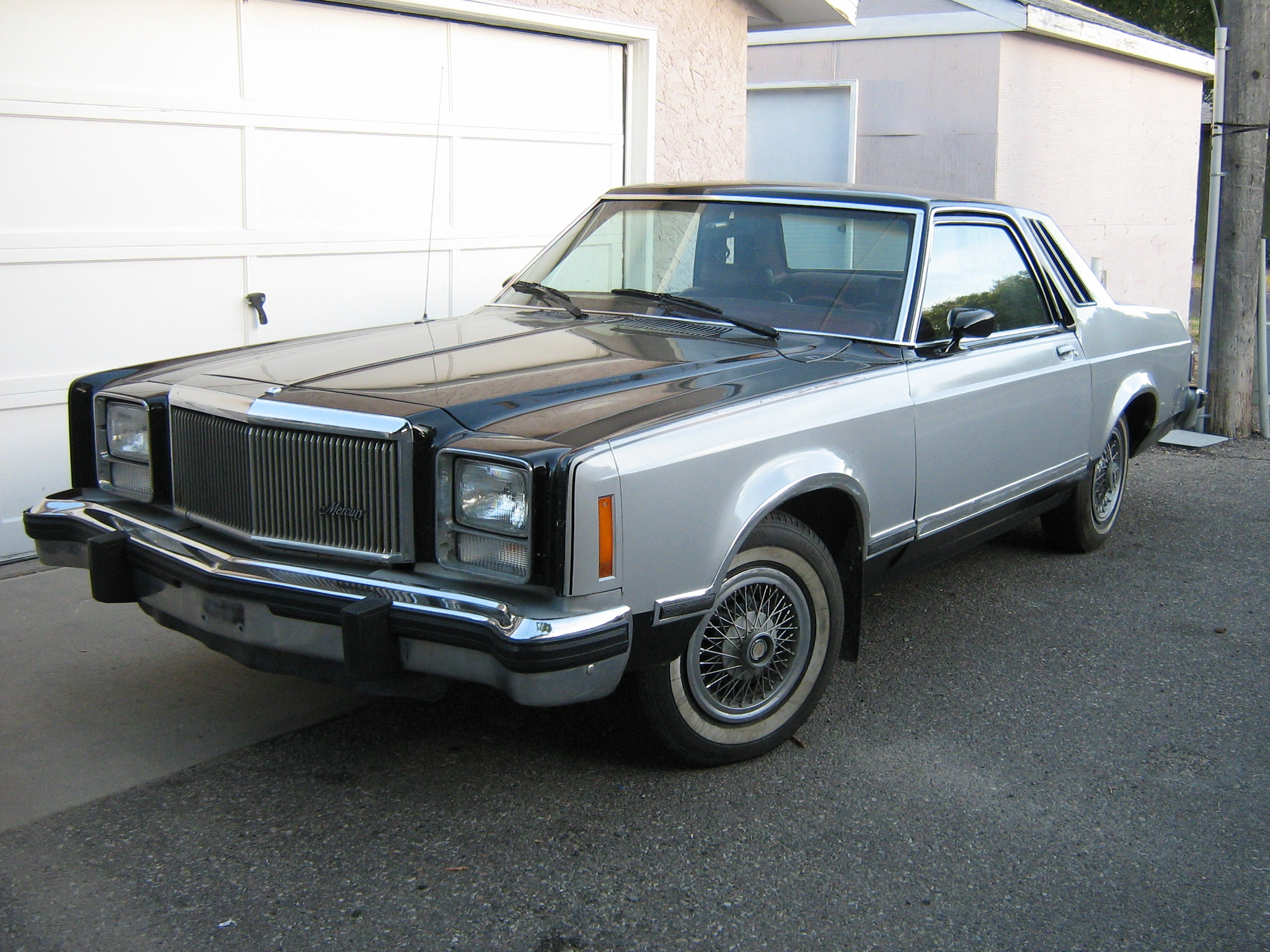
Una Mercury Monarch coupé

Sebbene la Monarch fosse stata lanciata sui mercati nel 1975 per sostituire la Comet, delle circostanze esterne portarono il gruppo Ford a mantenere in commercio entrambi i modelli per qualche anno. La Monarch conservava la stessa piattaforma della Comet. Per competere con i modelli concorrenti europei e giapponesi, la Monarch fu fornita di un corpo vettura completamente nuovo. Questa carrozzeria era notevolmente influenzata da modelli Mercedes-Benz e da altre vetture. In particolare, lo stile del frontale e della coda richiamava altri modelli Ford e Mercury. La Monarch fu disponibile in due versioni, berlina due e quattro porte.
Il motore montato di serie era un sei cilindri in linea da 3,3 L di cilindrata, mentre tra le opzioni erano offerti un sei cilindri in linea da 4,1 L e dei V8 da 4,9 L e 5,8 L. Il propulsore era montato anteriormente, mentre la trazione era posteriore.
La Monarch è stata assemblata a Wayne ed a Mahwah.

## La Grand Monarch Ghia

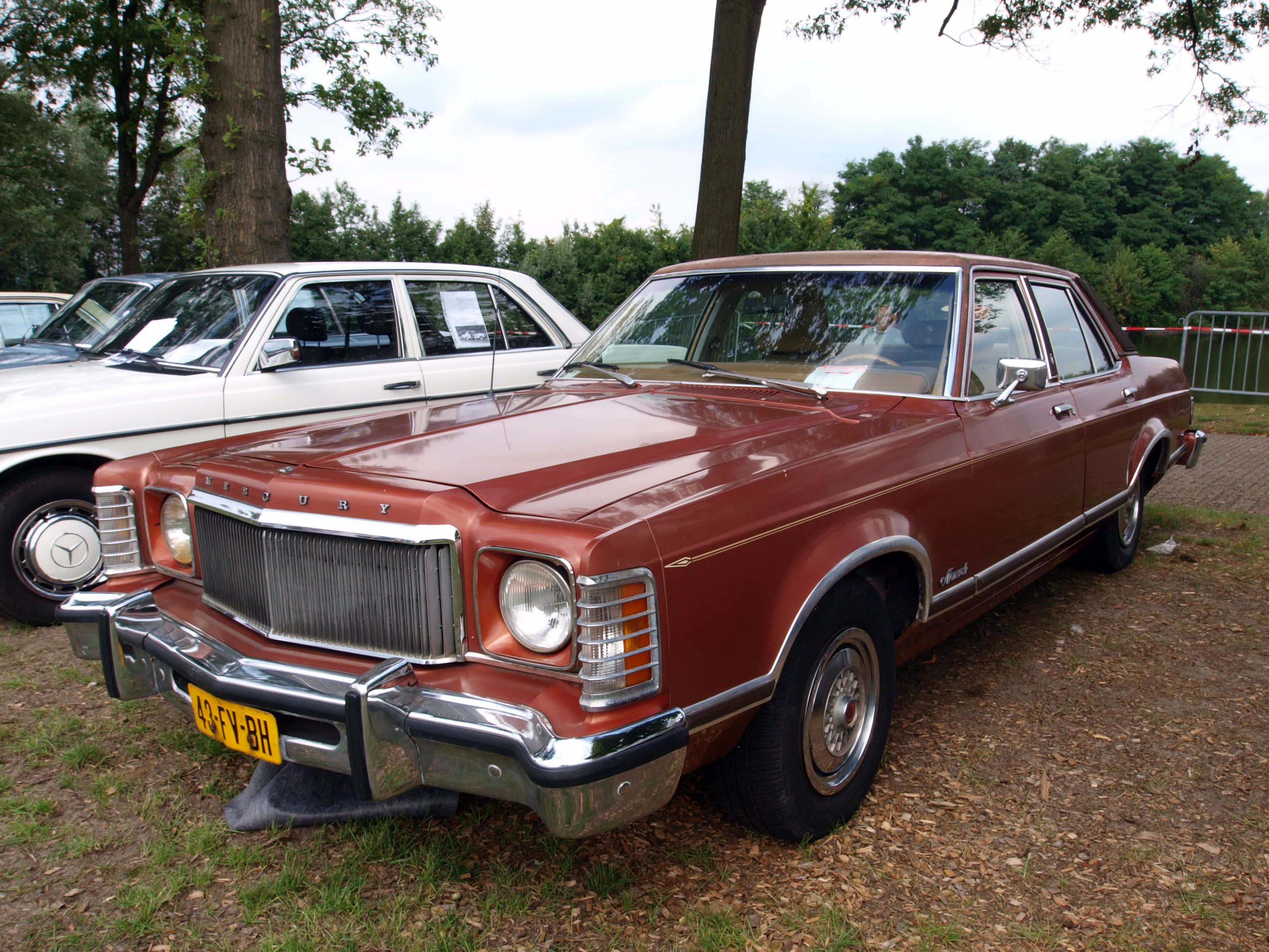
Una Mercury Grand Monarch Ghia del 1975

La Mercury Grand Monarch Ghia è stata una versione d'alto livello della Monarch. È stata commercializzata dal 1975 al 1976. La Grand Monarch Ghia possedeva un impianto frenante sulle quattro ruote che era costituito da un sofisticato circuito idraulico. L'equipaggiamento offerto di serie comprendeva anche gli interni ed il volante rivestiti in pelle, il tettuccio in vinile, un orologio a cristalli liquidi, il servosterzo, lo specchietto di cortesia lato passeggero illuminato, i cerchioni in alluminio, degli pneumatici con banda laterale bianca, dei sedili singoli reclinabili, dei tappetini di migliore fattura ed un'insonorizzazione migliore.
Secondo quanto riportato dalla rivista Car and Driver del maggio 1976, tre dei cinque massimi dirigenti del gruppo Ford, incluso Henry Ford II, possedevano, come auto personale, una Mercury Grand Monarch Ghia.